# Бати (Савоја)
Бати (фр. Bâthie) насеље је и општина у источној Француској у региону Рона-Алпи, у департману Савоја која припада префектури Албервил.
По подацима из 2011. године у општини је живело 2118 становника, а густина насељености је износила 94,34 становника/km². Општина се простире на површини од 22,45 km². Налази се на средњој надморској висини од 360 метара (максималној 2.440 m, а минималној 346 m).

## Демографија
| 1962. | 1968. | 1975. | 1982. | 1990. | 1999. | 2011. |
| ----- | ----- | ----- | ----- | ----- | ----- | ----- |
| 1.617 | 1.690 | 1.744 | 1.791 | 1.880 | 2.022 | 2.118 |

График промене броја становника у току последњих година